# Die Kwannon von Okadera
Die Kwannon von Okadera è un film muto del 1920 diretto da Carl Froelich.

## Produzione
Il film fu prodotto dall'Uco-Film GmbH.

## Distribuzione
Distribuito dalla Decla-Bioscop AG, il film fu presentato a Berlino il 2 dicembre 1920.